# Falaise (Ardenes)
Falaise és un municipi francès situat al departament de les Ardenes i a la regió del Gran Est. L'any 2007 tenia 344 habitants.

## Demografia

### Població
El 2007 la població de fet de Falaise era de 344 persones. Hi havia 144 famílies de les quals 32 eren unipersonals (12 homes vivint sols i 20 dones vivint soles), 56 parelles sense fills, 52 parelles amb fills i 4 famílies monoparentals amb fills.
La població ha evolucionat segons el següent gràfic:
Habitants censats

### Habitatges
El 2007 hi havia 165 habitatges, 146 eren l'habitatge principal de la família, 12 eren segones residències i 7 estaven desocupats. 162 eren cases i 1 era un apartament. Dels 146 habitatges principals, 131 estaven ocupats pels seus propietaris, 13 estaven llogats i ocupats pels llogaters i 2 estaven cedits a títol gratuït; 3 tenien dues cambres, 13 en tenien tres, 41 en tenien quatre i 89 en tenien cinc o més. 115 habitatges disposaven pel capbaix d'una plaça de pàrquing. A 74 habitatges hi havia un automòbil i a 60 n'hi havia dos o més.

### Piràmide de població
La piràmide de població per edats i sexe el 2009 era:
| Homes | Edats   | Dones |
| ----- | ------- | ----- |
| 0     | 95 o +  | 0     |
| 0     | 90 a 94 | 4     |
| 0     | 85 a 89 | 4     |
| 0     | 80 a 84 | 0     |
| 12    | 75 a 79 | 8     |
| 8     | 70 a 74 | 16    |
| 12    | 65 a 69 | 16    |
| 12    | 60 a 64 | 12    |
| 16    | 55 a 59 | 4     |
| 12    | 50 a 54 | 12    |
| 4     | 45 a 49 | 8     |
| 12    | 40 a 44 | 12    |
| 8     | 35 a 39 | 4     |
| 20    | 30 a 34 | 20    |
| 8     | 25 a 29 | 8     |
| 8     | 20 a 24 | 4     |
| 12    | 15 a 19 | 12    |
| 16    | 10 a 14 | 4     |
| 4     | 5 a 9   | 4     |
| 24    | 0 a 4   | 16    |

## Economia
El 2007 la població en edat de treballar era de 206 persones, 141 eren actives i 65 eren inactives. De les 141 persones actives 131 estaven ocupades (71 homes i 60 dones) i 10 estaven aturades (3 homes i 7 dones). De les 65 persones inactives 31 estaven jubilades, 8 estaven estudiant i 26 estaven classificades com a «altres inactius».

### Ingressos
El 2009 a Falaise hi havia 142 unitats fiscals que integraven 342 persones, la mediana anual d'ingressos fiscals per persona era de 18.882 €.

### Activitats econòmiques
Dels 5 establiments que hi havia el 2007, 1 era d'una empresa de construcció, 3 d'empreses de comerç i reparació d'automòbils i 1 d'una empresa de serveis.
L'únic servei als particulars que hi havia el 2009 era un electricista.
L'any 2000 a Falaise hi havia 9 explotacions agrícoles que ocupaven un total de 364 hectàrees.

## Poblacions més properes
El següent diagrama mostra les poblacions més properes.